# Везель
Везель (нім. Wesel) — місто в Німеччині, знаходиться в землі Північний Рейн-Вестфалія. Підпорядковується адміністративному округу Дюссельдорф. Входить до складу району Везель.
Площа — 122,617 км2. Населення становить 60 329 ос. (станом на 31 грудня 2020).

## Уродженці
- Вільгельм Брандт (1900—1941) — німецький офіцер, оберштурмбаннфюрер СС.